# 第7回ベルリン国際映画祭
第7回ベルリン国際映画祭は1957年6月21日から7月2日まで開催された。

## 概要
ベルリンにおいて新しい建造物が次々と建てられる中、スローガン“Film festival in a new Berlin”のもと、映画祭も新しい会場 Zoo-Palast cinema で開催された。しかし、国際映画祭との名を冠しているにもかかわらず、東側諸国の映画が上映されることはなく、その点が批判の的となった。

## 受賞
- 金熊賞：『十二人の怒れる男』（シドニー・ルメット）
- 銀熊賞
  - 審査員特別賞：『Amanecer en Puerta Oscura』（ホセ・マリア・フォルケ）、『Kabuliwala』（タパン・シンハ）
  - 監督賞：マリオ・モニチェリ （『Padri e figli』）
  - 男優賞：ペドロ・インファンテ （『Tizoc』）
  - 女優賞：イヴォンヌ・ミッチェル （『Woman in a Dressing Gown』）

## 上映作品

### コンペティション部門
長編映画のみ記載。アルファベット順。邦題がついていない場合は原題の下に英題。
| 題名 原題                                                         | 監督                                               | 製作国                  |
| ----------------------------------------------------------------- | -------------------------------------------------- | ----------------------- |
| 十二人の怒れる男 12 Angry Men                                     | シドニー・ルメット                                 | アメリカ合衆国          |
| 1918                                                              | T.J. Särkkä                                        | フィンランド            |
| 暴れん坊街道                                                      | 内田吐夢                                           | 日本                    |
| Amanecer en Puerta Oscura (Whom God Forgives)                     | ホセ・マリア・フォルケ                             | スペイン イタリア       |
| 嵐                                                                | 稲垣浩                                             | 日本                    |
| Brahim                                                            | ジャン・フレシット                                 | モロッコ                |
| Die Letzten werden die Ersten sein (The Last Ones Shall Be First) | ロルフ・ハンセン                                   | 西ドイツ                |
| El Fatawa (The Tough)                                             | サラーハ・アブセーフ                               | エジプト                |
| El Hombre señalado                                                | Francis Lauric                                     | アルゼンチン            |
| Felicidad (Happiness)                                             | アルフォンソ・コロナ・ブレイク                     | メキシコ                |
| Freedom                                                           | Ifoghale I. Amata Abay-Ifaa Karbo Manasseh Moerane | ナイジェリア            |
| Hang Tuah                                                         | Phani Majumdar                                     | シンガポール マレーシア |
| Ingen tid til kærtegn (Be Dear to Me)                             | Annelise Hovmand                                   | デンマーク              |
| Jonas                                                             | オットマール・ドムニク                             | 西ドイツ                |
| Kabuliwala                                                        | タパン・シンハ                                     | インド                  |
| 殺人狂想曲 L'homme à l'imperméable                                | ジュリアン・デュヴィヴィエ                         | フランス                |
| La Finestra sul Luna Park (The Window to Luna Park)               | ルイジ・コメンチーニ                               | イタリア フランス       |
| 怪盗ルパン Les aventures d'Arsène Lupin                           | ジャック・ベッケル                                 | フランス                |
| 船の女 Manuela                                                    | ガイ・ハミルトン                                   | イギリス                |
| Nije bilo uzalud (It Was Not in Vain)                             | Nikola Tanhofer                                    | ユーゴスラビア          |
| Padri e figli (Father and Sons)                                   | マリオ・モニチェリ                                 | イタリア フランス       |
| Protevousianikes peripeteies (The Girl from Corfu)                | Yannis Petropoulakis                               | ギリシャ                |
| 大運河 Sait-on jamais...                                          | ロジェ・ヴァディム                                 | フランス イタリア       |
| Sista paret ut (Last Couple Out)                                  | アルフ・シェーベルイ                               | スウェーデン            |
| Stevnemøte med glemte år                                          | Jon Lennart Mjøen                                  | ノルウェー              |
| The Spanish Gardener                                              | フィリップ・リーコック                             | イギリス                |
| 八月十五夜の茶屋 The Teahouse of the August Moon                  | ダニエル・マン                                     | アメリカ合衆国          |
| 気まぐれバス The Wayward Bus                                      | ヴィクトル・ヴィカス                               | アメリカ合衆国          |
| Tizoc                                                             | イスマエル・ロドリゲス                             | メキシコ                |
| 亡魂谷                                                            | 厳俊                                               | イギリス領香港          |
| Woman in a Dressing Gown                                          | J・リー・トンプソン                                | イギリス                |

## 審査員
- ジェイ・カーモディ （アメリカ/）
- ホセ・マリア・エスクデロ （スペイン/撮影監督）
- Ernst Schröder （西ドイツ/俳優）
- Fernaldo Di Giammatteo （イタリア/俳優）
- 林文三郎 （日本/プロデューサー）
- ミゲル・アレマン・イホ （メキシコ/プロデューサー）
- ジョン・サトロ （イギリス/プロデューサー）
- Jean de Baroncelli （フランス/評論家）
- Thorsten Eklann （スウェーデン/作家）
- Dalpathal Kothari （インド/）
- Edmund Luft （西ドイツ/）